# عبدالله اوتارا
عبدالله اوتارا (انگلیسی: Abdoulaye Ouattara؛ زادهٔ ۸ ژانویهٔ ۲۰۰۱) بازیکن فوتبال است.